# Black Peaks
I Black Peaks sono stati un gruppo musicale rock progressivo britannico formatosi a Brighton nel 2012.

## Storia
La band viene fondata nel 2012 dal chitarrista Joe Gosney, dal batterista Liam Kearley e dal bassista Andrew Gosden con il nome di Shrine. Successivamente si unisce al gruppo anche il cantante Will Gardner. Come Shrine la band pubblica due singoli (Carpet Worms nel 2012 e Kursk nel 2013) ed un EP dal titolo Closer to the Sun nel 2014. Nello stesso anno la band cambia il proprio nome nell'attuale Black Peaks.
Nell'agosto 2015 la band firma un contratto discografico con la Sony. A cavallo tra il 2015 ed il 2016 la band pubblica due singoli, Saviour e Glass Built Castles, i quali vengono trasmessi con regolarità su BBC Radio 1 dai DJ Zane Lowe, Fearne Cotton e Daniel P. Carter. L'8 aprile 2016 la band pubblica il proprio album di debutto dal titolo Statues.
In seguito all'uscita di Statues la band intraprende un'intensa attività live, suonando al fianco di gruppi come Deftones, System of a Down, The Dillinger Escape Plan e Mastodon.
Il 5 dicembre 2017 la band annuncia la separazione dal bassista Andrew Gosden, con Dave Larkin che va a prenderne il posto. Viene inoltre annunciato che il secondo album della band è in fase di registrazione.
L'11 marzo 2018 la band annuncia di aver firmato un contratto discografico con la Rise Records e pubblica un singolo dal titolo Can't Sleep. Nel maggio del 2018 la band prende parte ad un tour in supporto ai Marmozets e nel giugno dello stesso anno supportano gli A Perfect Circle nel loro tour europeo. La band pubblica altri due singoli, Home il 7 giugno ed Electric Fires il 5 agosto, prima dell'uscita del secondo album All That Divides il 5 ottobre 2018.
A cavallo tra gennaio e febbraio 2019 i Black Peaks partono in tour nel Regno Unito in supporto agli Enter Shikari.
Nell'estate e autunno 2019 i Black Peaks si vedono costretti ad annullare la maggior parte dei concerti programmati a causa dei problemi di salute del cantante Will Gardner.
Il 18 settembre 2019 la band pubblica il singolo King.
Il 26 luglio 2021 la band ha annunciato lo scioglimento sui canali social, dichiarando al riguardo: "abbiamo raggiunto un punto in cui non sentiamo di poter continuare in un modo per noi salutare".

## Stile musicale
Lo stile della band è stato descritto come rock progressivo, post-rock, math rock, post-hardcore, hardcore punk, rock alternativo, heavy metal, progressive metal e sludge metal. I Black Peaks sono stati paragonati a gruppi come Pelican, The Mars Volta, Mastodon, Oceansize, System of a Down, Muse, Tool e The Dillinger Escape Plan.

## Formazione
Attuale
- Will Gardner – voce solista (2013-2021)
- Joe Gosney – chitarra, seconda voce (2012-2021)
- Dave Larkin – basso (2017-2021)
- Liam Kearley – batteria (2012-2021)

Ex componenti
- Andrew Gosden – basso (2012-2017)

## Discografia

### Album in studio
- 2016 – Statues
- 2018 – All That Divides

### EP
- 2014 – Closer to the Sun (come Shrine)